# Hortus conclusus

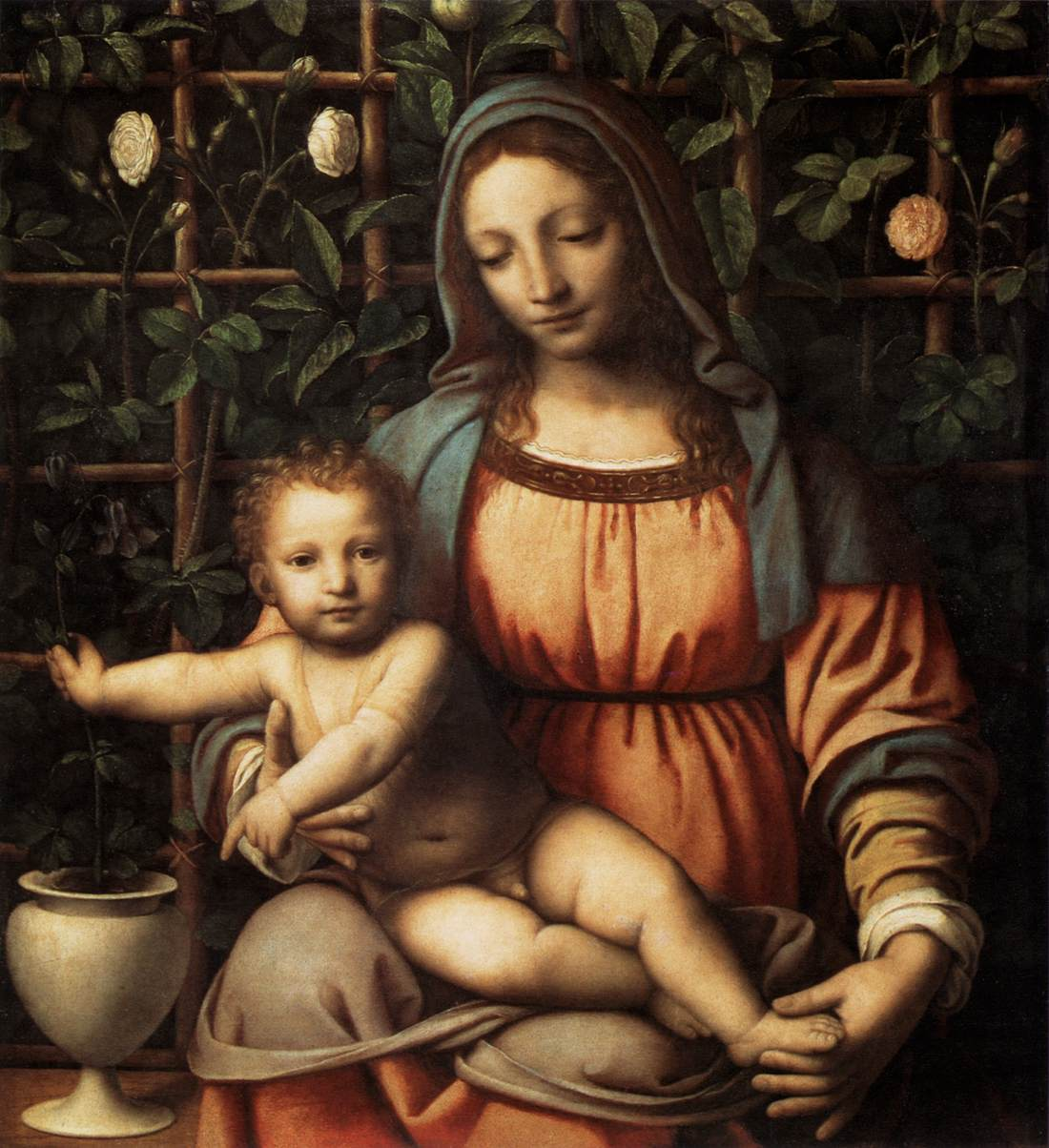
Бернардіно Луїні, «Мадонна в розарії», бл. 1510, Пінакотека Брера, Мілан

Hortus conclusus (лат. закритий сад, хортус конклюсус) — латинський вираз, що походить з біблійної цитати Пісні Пісень «Замкнений сад — сестро моя, наречена, закладений колодязь, запечатане джерело»(4:12). Є символічним позначенням Діви Марії в середньовічній і ренесансній літературі та живописі, починаючи з 1400 року.
В образотворчому мистецтві іконографічний тип hortus conclusus являє собою зображення Діви з немовлям в прекрасному саду, обгородженому високим парканом, часом в оточенні святих жінок і ангелів. У цих, як правило, невеликих картинах радості життя з'єднується глибокий символічний зміст.